# Emmanuel Mas
Emmanuel Matías Mas (ur. 15 stycznia 1989 w San Juan) – argentyński piłkarz pochodzenia włoskiego występujący na pozycji lewego obrońcy, obecnie zawodnik Boca Juniors.

## Kariera klubowa
Mas pochodzi z miasta San Juan, stolicy prowincji San Juan. Już w wieku czterech lat rozpoczął treningi w akademii lokalnego klubu CA San Martín de San Juan, w której przeszedł wszystkie szczeble wiekowe. Do pierwszej drużyny został włączony jako dziewiętnastolatek i w argentyńskiej Primera División zadebiutował za kadencji tymczasowego trenera Rodolfo Rodrígueza, 21 czerwca 2008 w przegranym 0:1 spotkaniu z Newell's Old Boys. Była to ostatnia kolejka sezonu 2007/2008, na którego zakończenie ekipa San Martín spadła do drugiej ligi. Na ligowym zapleczu jeszcze przez dwa lata pełnił rolę rezerwowego zawodnika, zaś pewne miejsce w linii defensywy wywalczył sobie w sezonie 2010/2011, w którym awansował z San Martín z powrotem do pierwszej ligi. Premierowego gola w najwyższej klasie rozgrywkowej strzelił 26 sierpnia 2011 w zremisowanej 2:2 konfrontacji z Estudiantes La Plata, szybko zostając wyróżniającym się piłkarzem na swojej pozycji w lidze. Na koniec sezonu 2012/2013 ponownie spadł z San Martín do drugiej ligi i bezpośrednio po tym po 20 latach opuścił klub.
W lipcu 2013 Mas przeszedł do stołecznego San Lorenzo de Almagro. Tam już w pierwszym, jesiennym sezonie Inicial 2013 – regularnie pojawiając się na boiskach – wywalczył swój pierwszy tytuł mistrza Argentyny, a także dotarł do finału krajowego pucharu – Copa Argentina. Niepodważalne miejsce na boku obrony zapewnił sobie jednak dopiero po tych sukcesach, kiedy to na ławce trenerskiej Juana Antonio Pizziego zastąpił Edgardo Bauza. W 2014 roku zajął z San Lorenzo drugie miejsce w superpucharze Argentyny – Copa Campeonato, a w tym samym roku jako kluczowy zawodnik triumfował w najbardziej prestiżowych rozgrywkach Ameryki Południowej – Copa Libertadores. Wziął również udział w Klubowych Mistrzostwach Świata, gdzie doszedł ze swoją ekipą do finału, ulegając tam Realowi Madryt (0:2). W sezonie 2015 zdobył z San Lorenzo wicemistrzostwo Argentyny i sukces ten powtórzył również sześć miesięcy później – w krótkim, wiosennym sezonie 2016. Równocześnie w lutym 2016 wygrał superpuchar Argentyny – Supercopa Argentina. Ogółem w barwach San Lorenzo grał trzy i pół roku.
W styczniu 2017 Mas za sumę półtora miliona euro przeszedł do tureckiego Trabzonsporu. W tamtejszej Süper Lig zadebiutował 13 stycznia w wygranym 2:1 meczu z Bursasporem, natomiast pierwszą bramkę zdobył dziewięć dni później w wygranym 1:0 pojedynku z Kasımpaşą. W Trabzonsporze pełnił rolę podstawowego obrońcy, jednak już po roku zdecydował się na powrót do ojczyzny, w styczniu 2018 zasilając ówczesnego mistrza Argentyny – CA Boca Juniors. Stołeczny potentat wyłożył za jego transfer sumę 2,4 miliona dolarów.

## Kariera reprezentacyjna
W seniorskiej reprezentacji Argentyny Mas zadebiutował za kadencji selekcjonera Gerardo Martino, 4 września 2015 w wygranym 7:0 meczu towarzyskim z Boliwią.